# Плоштина (Долж)
Плоштина (рум. Ploștina) насеље је у Румунији у округу Долж у општини Мелинешти. Oпштина се налази на надморској висини од 184 m.

## Становништво
Према подацима из 2002. године у насељу је живело 36 становника, од којих су сви румунске националности.